# Brasile ai Giochi della VIII Olimpiade
Il Brasile ha partecipato ai Giochi della VIII Olimpiade di Parigi, svoltisi dal 5 al 27 luglio 1924, con una delegazione di 15 atleti tutti uomini. Non ha vinto medaglie.

## Risultati

### Atletica leggera
Corse piane ed a ostacoli
| Evento                      | Atleta           | Batteria      | Batteria      | Finale          | Finale          |
| Evento                      | Atleta           | Tempo         | Classifica    | Tempo           | Classifica      |
| --------------------------- | ---------------- | ------------- | ------------- | --------------- | --------------- |
| 100 metri piani             | Álvaro Ribeiro   | Non rilevato  | 5°            | Non Qualificato | Non Qualificato |
| 200 metri piani             | Álvaro Ribeiro   | Non rilevato  | 3°            | Non Qualificato | Non Qualificato |
| 400 metri piani             | Narciso Costa    | Non rilevato  | 3°            | Non Qualificato | Non Qualificato |
| 800 metri piani             | Narciso Costa    | Non rilevato  | 6°            | Non Qualificato | Non Qualificato |
| 5000 metri piani            | Alfredo Gomes    | Non rilevato  | 9°            | Non Qualificato | Non Qualificato |
| 110 metri ostacoli          | Alberto Byington | Non rilevato  | 6°            | Non Qualificato | Non Qualificato |
| Corsa campestre individuale | Alfredo Gomes    | Non Terminato | Non Terminato | Non Terminato   | Non Terminato   |

Salti e lanci
| Evento                 | Atleta            | Qualificazioni | Qualificazioni | Finale          | Finale     |
| Evento                 | Atleta            | Misura         | Classifica     | Misura          | Classifica |
| ---------------------- | ----------------- | -------------- | -------------- | --------------- | ---------- |
| Salto con l'asta       | Eurico de Freitas | 3.40           | 11°            | Non Qualificato | 11°        |
| Getto del peso         | José Galimberti   | 11.30          | 15°            | Non Qualificato | 25°        |
| Getto del peso         | Octávio Zani      | Nessuna misura | Nessuna misura |                 |            |
| Lancio del disco       | José Galimberti   | 36.520         | 20°            | Non Qualificato | 20°        |
| Lancio del disco       | Octávio Zani      | 35.720         | 23°            | Non Qualificato | 23°        |
| Lancio del martello    | Octávio Zani      | 33.895         | 14°            | Non Qualificato | 14°        |
| Lancio del giavellotto | Willy Seewald     | 49.39          | 18°            | Non Qualificato | 18°        |

### Canottaggio
| Evento      | Atleta                         | Batteria | Batteria   | Finale       | Finale     |
| Evento      | Atleta                         | Tempo    | Classifica | Tempo        | Classifica |
| ----------- | ------------------------------ | -------- | ---------- | ------------ | ---------- |
| 2 di coppia | Edmundo Branco - Carlos Branco | 7:04.0   | 2°         | Non rilevato | 4°         |

### Tiro a segno
| Evento            | Atleta      | Punteggio | Classifica |
| ----------------- | ----------- | --------- | ---------- |
| Fucile 50m seduti | José Macedo | 380       | 38°        |